# Балкани (селище)
Балкани (рос. Балканы) — селище у Нагайбацькому районі Челябінської області Російської Федерації.
Входить до складу муніципального утворення Балканське сільське поселення. Населення становить 507 осіб (2010).

## Історія
Згідно із законом від 9 липня 2004 року органом місцевого самоврядування є Балканське сільське поселення.

## Населення
| 1959 | 2002 | 2010 |
| ---- | ---- | ---- |
| 4406 | ↘656 | ↘507 |